# Округ Лус (Мичиген)
Лус (енгл. Luce County) је округ у америчкој савезној држави Мичиген.

## Демографија
По попису из 2010. године број становника је 6.631, што је 393 (-5,6%) становника мање него 2000. године.
| Група             | 2000.         | 2010.         |
| Белци             | 5.787 (82,4%) | 5.275 (79,6%) |
| Афроамериканци    | 528 (7,5%)    | 737 (11,1%)   |
| Азијати           | 25 (0,4%)     | 17 (0,3%)     |
| Хиспаноамериканци | 123 (1,8%)    | 82 (1,2%)     |
| Укупно            | 7.024         | 6.631         |